# Francisco Solé
Francisco Solé Plana (ur. w 1900) – hiszpański zapaśnik walczący w stylu klasycznym. Olimpijczyk z Paryża 1924, gdzie zajął trzynaste miejsce w wadze lekkiej. 

## Letnie Igrzyska Olimpijskie 1924
| Konkurencja            | Rundy eliminacyjne  | Rundy eliminacyjne       | Rundy eliminacyjne          | Klas. końcowa |
| Konkurencja            | Przeciwnik I        | Przeciwnik II            | Przeciwnik III              | Miejsce       |
| ---------------------- | ------------------- | ------------------------ | --------------------------- | ------------- |
| 67,5 kg styl klasyczny | Carl Coerse (NED) P | Erling Michelsen (NOR) Z | Charles Frisenfeldt (DEN) P | 13.           |